# Стуркё
Стуркё (швед. Sturkö) — шведский остров, расположенный в Балтийском море к югу от Карлскруны. Административно относится к Карлскрунской коммуне лена Блекинге.

## География
Стуркё расположен в 4 км южнее Карлскруны и окружён большим количеством островков, крупнейшими из которых являются Чуркё, Сенурен и Хестхольмен. Имеет сообщение с материком посредством мостов, соединяющих его с островом Сенурен и полуостровом Мёкклё.
На Стуркё расположен городок с одноимённым названием. Остров пользуется популярностью у любителей велотуризма, для которых здесь имеется кемпинг.

## История
Остров впервые упоминается в 1528 году. Изначально писался как Storköö, что означает «остров, где живут аисты».
В 1904 году в северной части Стуркё было построено каменное укрепление, дававшее укрытие для роты солдат. Центральное здание укрепления возведено из бетона и покрыто дёрном.
В 1981 году к острову было привлечено внимание мировой прессы в связи с советской подводной лодкой С-363, севшей на мель в непосредственной близости от него.
В 2006 году возле Стуркё на двухметровой глубине был обнаружен остов судна, построенного во второй половине XIII века.